# Kolumbán
A Kolumbán férfinév a latin Columbanus névből ered, amelynek a jelentése: galambos, galambkedvelő vagy galambtenyésztő.

## Gyakorisága
Az 1990-es években szórványos név, a 2000-es években nem szerepel a 100 leggyakoribb férfinév között.

## Névnapok
- november 21.[2]
- november 23.[2]

## Híres Kolumbánok
- Szent Kolumbán ír szerzetes, író